# Диктафон
Диктафон је уређај за снимање звука који се најчешће користи за снимање говора за каснију репродукцију или за штампу. Укључује дигиталне диктафоне и магнетофоне.
Назив "Диктафон" је заштитни знак компаније са истим именом, али је такође постао уобичајен термин за све машине за диктирање, као генерички заштитни знак.

## Историја
Алекандар Грејам Бел и његова два сарадника узели су Едисонов алуминијски фонограф и значајно га модификовали како би репродуковали звук из воска уместо алуминијске фолије. Они су започели свој рад у Беловој лабораторији Волта у Вашингтону, Д. Ц., 1879. и наставили су све док нису добили основне патенте 1886. за снимање у воску.
Убрзо након што је Томас Едисон изумео фонограф, први уређај за снимање звука, 1877. године, сматрао је да би главна употреба новог уређаја била за снимање говора у пословном окружењу.
Дигитални диктафони су се појавили 1990.тих година.